# فرانك دي ميراندا
فرانك دي ميراندا (بالهولندية: Frank de Miranda)‏ هو عالم نفس هولندي، ولد في 8 مارس 1913 في بلوميندال في هولندا، وتوفي في 12 نوفمبر 1986.